# Eberhard Wolfgang Möller
Eberhard Wolfgang Möller (6. ledna 1906 Berlín – 1. ledna 1972 Bietigheim-Bissingen) byl německý nacistický básník a dramatik, jeden z nejznámějších autorů Třetí říše.

## Biografie
Otec pocházel z durynské rodiny zemědělců, ale díky tvrdé práci a až železné vůli se vypracoval na sochaře. Matčini předkové pocházeli z oblasti řeky Warty a matka vychovávala děti „s pruskou střízlivostí“. Z její strany se v rodině dědil smysl pro pořádek a strukturu. Tento rys se u Möllera projevoval již od dětství (při chlapeckých hrách).
Po krátkém studiu filozofie se Möller snažil uplatnit jako dramaturg v novém divadle v Königsbergu. Již zde toužil omezit vliv židovských literárních kruhů na divadlo.
Později[kdy?] byl jmenován do divadelního oddělení ministerstva lidové osvěty a propagandy. Jako takového ho Oberbannführer (vedoucí nacionální mládeže)[kdo?] přesvědčil, aby se zapojil i do zodpovědné a tvůrčí práce při stanovování cílů a úkolů Hitlerjugend.
Poprvé si NSDAP mladého lidového básníka všimla v roce 1932, kdy byly ve stranickém listu Völkischer Beobachter (Národní pozorovatel) na Velikonoční neděli otištěny hymny z jeho básnické sbírky Aufruf und Verkündung der Toten (Volání a ozvěny mrtvých). Vnějším podnětem pro napsání těchto opěvných básní na hrdinně padlé v první světové válce bylo slavnostní setkání na jejich počest. Díky této události, která dala vzniknout jeho novému životnímu postoji, si Möller vytvořil názor, že dobu utvářejí „Volkshaft Schaffende“ (lidové dělnické masy), a nechal je pak na sebe působit prostřednictvím autentického života, jehož volání v něm rezonovalo.[zdroj?]